# Jurij Adžem
Jurij Mykolajovyč Adžem (in ucraino Юрій Миколайович Аджем?, in russo Юрий Николаевич Аджем?, Jurij Nikolaevič Adžem; Kerč', 14 gennaio 1953) è un ex calciatore sovietico dal 1991 ucraino, di ruolo difensore.

## Statistiche

### Cronologia presenze e reti in nazionale
| Cronologia completa delle presenze e delle reti in nazionale ― Unione Sovietica | Cronologia completa delle presenze e delle reti in nazionale ― Unione Sovietica | Cronologia completa delle presenze e delle reti in nazionale ― Unione Sovietica | Cronologia completa delle presenze e delle reti in nazionale ― Unione Sovietica | Cronologia completa delle presenze e delle reti in nazionale ― Unione Sovietica | Cronologia completa delle presenze e delle reti in nazionale ― Unione Sovietica | Cronologia completa delle presenze e delle reti in nazionale ― Unione Sovietica | Cronologia completa delle presenze e delle reti in nazionale ― Unione Sovietica |
| Data                                                                            | Città                                                                           | In casa                                                                         | Risultato                                                                       | Ospiti                                                                          | Competizione                                                                    | Reti                                                                            | Note                                                                            |
| ------------------------------------------------------------------------------- | ------------------------------------------------------------------------------- | ------------------------------------------------------------------------------- | ------------------------------------------------------------------------------- | ------------------------------------------------------------------------------- | ------------------------------------------------------------------------------- | ------------------------------------------------------------------------------- | ------------------------------------------------------------------------------- |
| 28/03/1979                                                                      | Sinferopoli                                                                     | Unione Sovietica                                                                | 3 – 1                                                                           | Bulgaria                                                                        | Amichevole                                                                      | -                                                                               |                                                                                 |
| 19/04/1979                                                                      | Tbilisi                                                                         | Unione Sovietica                                                                | 2 – 0                                                                           | Svezia                                                                          | Amichevole                                                                      | -                                                                               |                                                                                 |
| 05/05/1979                                                                      | Mosca                                                                           | Unione Sovietica                                                                | 3 – 0                                                                           | Cecoslovacchia                                                                  | Amichevole                                                                      | -                                                                               |                                                                                 |
| 19/05/1979                                                                      | Tbilisi                                                                         | Unione Sovietica                                                                | 2 – 2                                                                           | Ungheria                                                                        | Qual. Euro 1980                                                                 | -                                                                               |                                                                                 |
| Totale                                                                          |                                                                                 | Presenze                                                                        | 4                                                                               |                                                                                 | Reti                                                                            | 0                                                                               |                                                                                 |

## Palmarès

### Club

#### Competizioni nazionali
- Coppa della RSS Ucraina: 1

Tavrija: 1974